# Schloss Deutsch Jägel
Das Schloss Deutsch Jägel (polnisch Pałac w Jagielnie) ist ein ruinöses Schloss in Jagielno (deutsch Deutsch Jägel) in der Landgemeinde Przeworno (Prieborn) im Powiat Strzeliński in der Woiwodschaft Niederschlesien in Polen.
Das Schloss gilt als ältester Schlossbau aus der Renaissance mit vier Ecktürmen, wurde jedoch im 18. Jahrhundert im äußeren Erscheinungsbild stark verändert. Im 19. Jahrhundert wurden auch einige Anbauten hinzugefügt. Der Altbau, der sich heute noch gut erkennen lässt, ist rechteckig und steht auf einer hohen künstlichen Böschung. Die vier Ecktürme sind bis zur Traufhöhe rund, darüber sechseckig. Dieser Aufbau stammt vermutlich nicht mehr aus der Renaissance.

## Geschichte
Im 15. Jahrhundert stand im Ort die Burg der Herren von Borsnitz, die zusammen mit den Czirns vom Rummelsberg und den Schaffgotsch als Raubritter berüchtigt waren. Im Jahr 1443 wurde die Burg bei einer Strafexpedition des Herzogs von Troppau und Münsterberg eingenommen. Schon 1561 folgte eine zweite Strafexpedition. Nach den von Borsnitz waren ab 1469 die Pogrell Besitzer, die sich bis ins 17. Jahrhundert mit Bezug auf die Herrschaft „vom teutsche Jegil“ oder „von der Jegil nennen“. Ab 1632 war Heinreich von Reder und Türpitz Besitzer, danach ab 1783 einem von Puttkamer. Später folgten die die Rebnitz und die Hofereller. Anfang des 19. Jahrhunderts waren die von Paczensky und Tenczin Besitzer.
Ende des 19. Jahrhunderts übernahmen die Freiherren von Dalwigk das Anwesen. Vertreter vor Ort war Elgar jun. von Dalwigk (* 1860; † 1938), Sohn des gleichnamigen Landrats Elgar von Dalwigk. 1894 gehörte noch das Nebengut in (Ober)-Schreibendorf mit Schäferei-Vorwerk zum Besitz. In der Gesamtheit waren dies 377 ha sowie dazu 246 ha Nebenbesitz. Unter Elgar Freiherr von Dalwig wurde die Herrschaft um Ober-, Mittel- und Niederscheribendorf erweitert. Dem quadratischen Mittelbau wurden zwei Seitenflügel nach Süden und ein Anbau Westen im venezianischen Stil angefügt.
1902 fand auf dem Gut die Hochzeit der Tochter des Hauses Adda (* 1884; † 1941) mit ihrem ersten Ehemann Alfred von Randow statt. Die Familie von Dalwigk war bis etwa 1910 im Eigentum des Besitzes Deutsch Jägel und erwarb dann ein Gut in der Uckermark, in Nordostbrandenburg. Verfügungsberechtigt war Eva Gräfin Ballestrem, geb. Freiin von Durant, Eigentümer die Leo Graf Ballestrem`sche Erbengemeinschaft.

## Gutsbetrieb
1937 führte die Besitzung den Namen Herrschaft Deutsch Jädel, mit den Gütern Deutsch Jädel, Rittergut und Vorwerk Mückritz, 392 ha, Mittel Schreibendorf mit 132 ha, Nieder Schreibendorf mit 155 ha sowie Ober Schreibendorf, 248. ha; gesamt 927 ha. Neben schlesische Niederungsvieh betrieb man eine Kaltblutzucht, hatte Dt. Edelschwein, Merino-Fleischschafe und baute Zuckerrüben an. Geführt wurde der Besitz von einem Inspektor und vom Rentmeister, des Weiteren vom Verwalter und einem Assistenten, Förster, Gärtner, Brennereiverwalter. Im Vergleich zu anderen Gütern in Schlesien war dies ein mittelgroßer landwirtschaftlicher Besitz, bis 1945.
Nach polnischer Übernahme der Region war ein Kinder- und Altenheim im Schloss untergebracht. Danach stand der Bau leer und verfiel zusehends.